# Leszno (powiat kutnowski)
Leszno – wieś w Polsce położona w województwie łódzkim, w powiecie kutnowskim, w gminie Kutno.
W latach 1975–1998 miejscowość należała administracyjnie do województwa płockiego.
Według rejestru zabytków Narodowego Instytutu Dziedzictwa na listę zabytków wpisany jest zespół pałacowy z XIX/XX w.(nr rej.: 512 z 18.06.1979), w skład którego wchodzą pałac i park.